# Nati nel 1918/Luglio
| Questa pagina contiene informazioni ricavate automaticamente dalle voci biografiche con l'ausilio del template Bio e di un bot. L'aggiornamento è periodico e automatico e ricostruisce completamente la pagina. Se manca una persona in questa lista, sei pregato di non aggiungerla, ma accertati piuttosto che la sua voce biografica contenga il template Bio e che i dati anagrafici siano correttamente compilati. Se il template Bio manca, inseriscilo tu stesso o, in alternativa, metti l'avviso {{tmp\|Bio}} che ne segnala la mancanza. Se i dati riportati sono sbagliati, correggi direttamente la voce biografica; le modifiche saranno visibili in questa lista entro pochi giorni. Per chiarimenti vedi il progetto biografie. La lista contiene solo le 127 persone che sono citate nell'enciclopedia e per le quali è stato implementato correttamente il template Bio. Pagina aggiornata al 10 ago 2025. |

- 1º luglio - Livio Labor, politico, giornalista e sindacalista italiano († 1999)
- 1º luglio - Vittorio Sala, regista e sceneggiatore italiano († 1996)
- 1º luglio - Giuseppe Trotter, allenatore di calcio e calciatore italiano († 1975)
- 1º luglio - Bill Watson, sollevatore britannico († 1998)
- 2 luglio - Vittorio Dalla Volta, matematico italiano († 1982)
- 2 luglio - Bud Engdahl, cestista statunitense († 1985)
- 2 luglio - Gilbert Kenneth Jenkins, storico e numismatico britannico († 2005)
- 2 luglio - Nicola Serra, antifascista italiano († 1944)
- 3 luglio - Alberto Del Nero, politico italiano († 1986)
- 3 luglio - Egil Jevanord, calciatore norvegese († 2000)
- 3 luglio - Ernest Vandiver, politico e generale statunitense († 2005)
- 4 luglio - Edward Craven Walker, inventore britannico († 2000)
- 4 luglio - John Elliot, scrittore, sceneggiatore e regista britannico († 1997)
- 4 luglio - Pavel Davidovič Kogan, poeta russo († 1942)
- 4 luglio - Eppie Lederer, opinionista statunitense († 2002)
- 4 luglio - Johnnie Parsons, pilota automobilistico statunitense († 1984)
- 4 luglio - Luís Atílio Pennacchi, calciatore brasiliano
- 4 luglio - Pauline Phillips, giornalista, opinionista e scrittrice statunitense († 2013)
- 4 luglio - Tāufaʻāhau Tupou IV, re tongano († 2006)
- 5 luglio - Moss Mabry, costumista statunitense († 2006)
- 5 luglio - Zakariyya Muhyi al-Din, generale e politico egiziano († 2012)
- 5 luglio - Jeno Paulucci, imprenditore statunitense († 2011)
- 5 luglio - George Rochberg, compositore statunitense († 2005)
- 5 luglio - Léon Schumacher, calciatore lussemburghese († 1985)
- 6 luglio - Angelo Bollano, calciatore italiano († 1978)
- 6 luglio - Sebastian Cabot, attore britannico († 1977)
- 6 luglio - Herm Fuetsch, cestista statunitense († 2010)
- 6 luglio - Francisco Moncion, ballerino dominicano († 1995)
- 7 luglio - Werner Peters, attore tedesco († 1971)
- 8 luglio - Virgilio Corbo, francescano e archeologo italiano († 1991)
- 8 luglio - Roberto Giovannini, politico italiano († 1995)
- 8 luglio - Jane Horney, agente segreto svedese († 1945)
- 8 luglio - Craig Stevens, attore statunitense († 2000)
- 9 luglio - Herbert Brün, compositore e docente tedesco († 2000)
- 9 luglio - Reynaldo Creagh, cantante cubano († 2014)
- 9 luglio - Jessica Dublin, attrice statunitense († 2012)
- 9 luglio - Dick Esser, hockeista su prato olandese († 1979)
- 9 luglio - Nile Kinnick, giocatore di football americano statunitense († 1943)
- 9 luglio - Uppaluri Gopala Krishnamurti, filosofo e mistico indiano († 2007)
- 9 luglio - Sid Levine, cestista statunitense († 1999)
- 9 luglio - Annarosa Taddei, pianista e insegnante italiana († 2011)
- 9 luglio - Nicolaas Govert de Bruijn, matematico olandese († 2012)
- 10 luglio - James Aldridge, giornalista e romanziere australiano († 2015)
- 10 luglio - Viktor Piisang, calciatore estone († 1944)
- 10 luglio - Winni Riva, attrice e doppiatrice italiana († 1996)
- 10 luglio - Fred Wacker, pilota automobilistico statunitense († 1998)
- 11 luglio - Venetia Burney, docente britannica († 2009)
- 11 luglio - Georg Graf von Plettenberg, militare tedesco († 1980)
- 11 luglio - Magda Rurac, tennista romena († 1995)
- 12 luglio - Roger Couderc, giornalista francese († 1984)
- 12 luglio - Mary Glen Haig, schermitrice britannica († 2014)
- 12 luglio - Diana Grange Fiori, scrittrice e traduttrice italiana († 2001)
- 12 luglio - Rinaldo Pigola, pittore e scultore italiano († 1999)
- 12 luglio - Florentino Pérez Embid, storico e politico spagnolo († 1974)
- 12 luglio - Red Wallace, cestista e allenatore di pallacanestro statunitense († 1977)
- 13 luglio - Alberto Ascari, pilota automobilistico e pilota motociclistico italiano († 1955)
- 13 luglio - Alfonso Casati, militare italiano († 1944)
- 13 luglio - Raffaele Girotti, dirigente d'azienda, imprenditore e politico italiano († 2015)
- 14 luglio - Ingmar Bergman, regista, sceneggiatore e drammaturgo svedese († 2007)
- 14 luglio - Egmont Prinz zu Lippe-Weissenfeld, aviatore tedesco († 1944)
- 14 luglio - Cesarino Niccolai, politico italiano († 2005)
- 15 luglio - Rutilio Baldoni, calciatore italiano († 1972)
- 15 luglio - Bertram Brockhouse, fisico canadese († 2003)
- 15 luglio - Manuel Giúdice, allenatore di calcio e calciatore argentino († 1983)
- 15 luglio - Ranko Hanai, attrice giapponese († 1961)
- 15 luglio - Knut Holmqvist, tiratore a volo svedese († 2000)
- 15 luglio - D. F. Jones, scrittore di fantascienza britannico († 1981)
- 15 luglio - Brenda Milner, neurologa e psicologa canadese
- 15 luglio - Joan Roberts, attrice statunitense († 2012)
- 16 luglio - René Bauden, militare e aviatore francese († 2011)
- 16 luglio - André Claisse, politico francese († 2006)
- 16 luglio - David Jack, politico sanvincentino († 1998)
- 16 luglio - Müzeyyen Senar, cantante turca († 2015)
- 17 luglio - Carlos Manuel Arana Osorio, generale, politico e ambasciatore guatemalteco († 2003)
- 17 luglio - Choe Kwang, generale e politico nordcoreano († 1997)
- 17 luglio - Chandler Robbins, ornitologo statunitense († 2017)
- 17 luglio - Giorgio Solaroli di Briona, nobile, militare e aviatore italiano († 1996)
- 17 luglio - Ángel Zubieta, allenatore di calcio e calciatore spagnolo († 1985)
- 18 luglio - Lia Dorana, cabarettista, cantante e attrice olandese († 2010)
- 18 luglio - James Duesenberry, economista statunitense († 2009)
- 18 luglio - Jay Forrester, ingegnere elettrotecnico e informatico statunitense († 2016)
- 18 luglio - Warren Hair, cestista statunitense († 2006)
- 18 luglio - Anna Leopardi, nobile italiana († 2010)
- 18 luglio - Nelson Mandela, politico e attivista sudafricano († 2013)
- 18 luglio - Giulio Piazza, calciatore italiano
- 18 luglio - Károly Szittya, pallanuotista ungherese († 1983)
- 19 luglio - Alan Crosland Jr., regista e montatore statunitense († 2001)
- 19 luglio - Paul Sæthrang, calciatore norvegese († 1994)
- 20 luglio - Mario Pochettini, calciatore italiano
- 20 luglio - Sergej Ščerbakov, pugile sovietico († 1994)
- 21 luglio - Antonio Bueno, pittore spagnolo († 1984)
- 21 luglio - Bianca Garufi, scrittrice, poetessa e psicoanalista italiana († 2006)
- 21 luglio - Nick Grunzweig, cestista statunitense († 2007)
- 21 luglio - Rudi Thomsen, storico e numismatico danese († 2004)
- 22 luglio - Howard Wallace Crossett, bobbista statunitense († 1968)
- 22 luglio - Raffaello Lospinoso Severini, avvocato e politico italiano († 1981)
- 23 luglio - Antonio Pignedoli, matematico, fisico e politico italiano († 1989)
- 23 luglio - Ermenegildo Preti, progettista e ingegnere italiano († 1986)
- 23 luglio - Pee Wee Reese, giocatore di baseball statunitense († 1999)
- 24 luglio - Humaira Begum, regina († 2002)
- 24 luglio - Don Eliason, cestista e giocatore di football americano statunitense († 2003)
- 24 luglio - Ruggiero Ricci, violinista statunitense († 2012)
- 25 luglio - Nan Grey, attrice statunitense († 1993)
- 25 luglio - Rolf Hermichen, aviatore tedesco († 2014)
- 25 luglio - Angelo Musi, cestista statunitense († 2009)
- 26 luglio - Lucio Mariano Brandi, politico italiano († 1998)
- 26 luglio - Stacy Harris, attore canadese († 1973)
- 26 luglio - Marjorie Lord, attrice statunitense († 2015)
- 27 luglio - Jacques Bertin, cartografo francese († 2010)
- 27 luglio - Roy Romain, nuotatore britannico († 2010)
- 27 luglio - Leonard Rose, violoncellista statunitense († 1984)
- 27 luglio - Johanna Selbach, nuotatrice olandese († 1998)
- 28 luglio - Davide Curte, calciatore brasiliano
- 28 luglio - Penaia Ganilau, politico figiano († 1993)
- 28 luglio - Albert George Wilson, astronomo statunitense († 2012)
- 29 luglio - Vladimir Dmitrievič Dudincev, scrittore russo († 1998)
- 29 luglio - Mary Lee Settle, scrittrice statunitense († 2005)
- 29 luglio - Tommy Malone, cestista irlandese († 1968)
- 29 luglio - Edwin O'Connor, scrittore e giornalista statunitense († 1968)
- 30 luglio - John L. Cason, attore statunitense († 1961)
- 30 luglio - Henri Chammartin, cavaliere svizzero († 2011)
- 30 luglio - Jimmy Robinson, attore statunitense († 1967)
- 31 luglio - Paul Delos Boyer, biochimico statunitense († 2018)
- 31 luglio - Göthe Hedlund, pattinatore di velocità su ghiaccio svedese († 2003)
- 31 luglio - Hank Jones, pianista e compositore statunitense († 2010)
- 31 luglio - Lauri Nissinen, militare e aviatore finlandese († 1944)
- 31 luglio - Mia Oremović, attrice croata († 2010)